# Daniel Ilușcă
Daniel Ilușcă (n. 4 decembrie 1967) este un fost senator român în legislatura 2004-2008 ales în județul Tulcea pe listele partidului PNL. În cadrul activității sale parlamentare, Daniel Ilușcă a fost membru în grupurile parlamentare de prietenie cu Republica Belarus, Regatul Bahrein și Regatul Thailanda. Daniel Ilușcă a inițiat 24 de propuneri legislative din care 7 au fost promulgate legi.